# Ma plus belle histoire d'amour (chanson)
Pour les articles homonymes, voir Ma plus belle histoire d'amour.
Pistes de Ma plus belle histoire d'amour
Au cœur de la nuit Marie Chenevance
Ma plus belle histoire d'amour est une chanson écrite et interprétée par Barbara en 1966. Diffusée, l'année suivante sur l'album auquel elle donne son nom, la chanson s'inscrit parmi les plus célèbres de Barbara. Le thème de la chanson n’est pas un grand amour avec une autre personne, mais l’amour qu'elle reçoit du public.

## Genèse
En septembre 1965, Barbara se produit à Bobino ; le 15, soir de la première, le public lui fait un triomphe, une partie de la salle lui lance même des roses,. Barbara en est profondément émue et en hommage à son public, elle écrit Ma plus belle histoire d'amour,. 
Elle en enregistre une première maquette le 21 novembre 1966 et la présente au public, de nouveau à l'occasion d'une première sur la scène de Bobino le 14 décembre.
Ma plus belle histoire d'amour devient l'un de ses plus grands succès et un incontournable de son tour de chant,,.

## La chanson
« Du plus loin que me revienne

L'ombre de mes amours anciennes,

Du plus loin, du premier rendez-vous,

[...],

Du plus loin qu'il m'en souvienne,

Si depuis, j'ai dit "je t'aime",

Ma plus belle histoire d'amour, c'est vous.

[...]

Elle fut longue la route,

[...]

Celle-là, qui menait jusqu'à vous,

Et je ne suis pas parjure

Si ce soir, je vous jure

Que, pour vous, je l'eus faite à genoux

[...]

Ce fut, un soir, en septembre,

Vous étiez venus m'attendre

Ici même, vous en souvenez-vous ?

[...]

Qu'importe ce qu'on peut en dire,

Je suis venue pour vous dire,

Ma plus belle histoire d'amour, c'est vous. »
(paroles Barbara, extraits)

## Discographie
1967 :
- Ma plus belle histoire d'amour (version studio)
- Bobino 1967 (enregistrement public)

## Quelques reprises
- En 1997, l'artiste Muriel Robin interprète cette chanson durant le spectacle annuel  Le Zénith des enfoirés, diffusé en 1997[7],[2].
- En janvier 2002, Catherine Deneuve et Laetitia Casta rendent hommage à Yves Saint Laurent, au cours de son défilé de rétrospective, en chantant Ma plus belle histoire d’amour[2],[8].
- En 2017, Gérard Depardieu inclut également ce titre dans sa sélection des chansons de Barbara qu'il chante sur scène cette année-là[9].